# Bulbophyllum beccarii
Bulbophyllum beccarii es una especie de orquídea epifita  originaria de  	 Borneo.

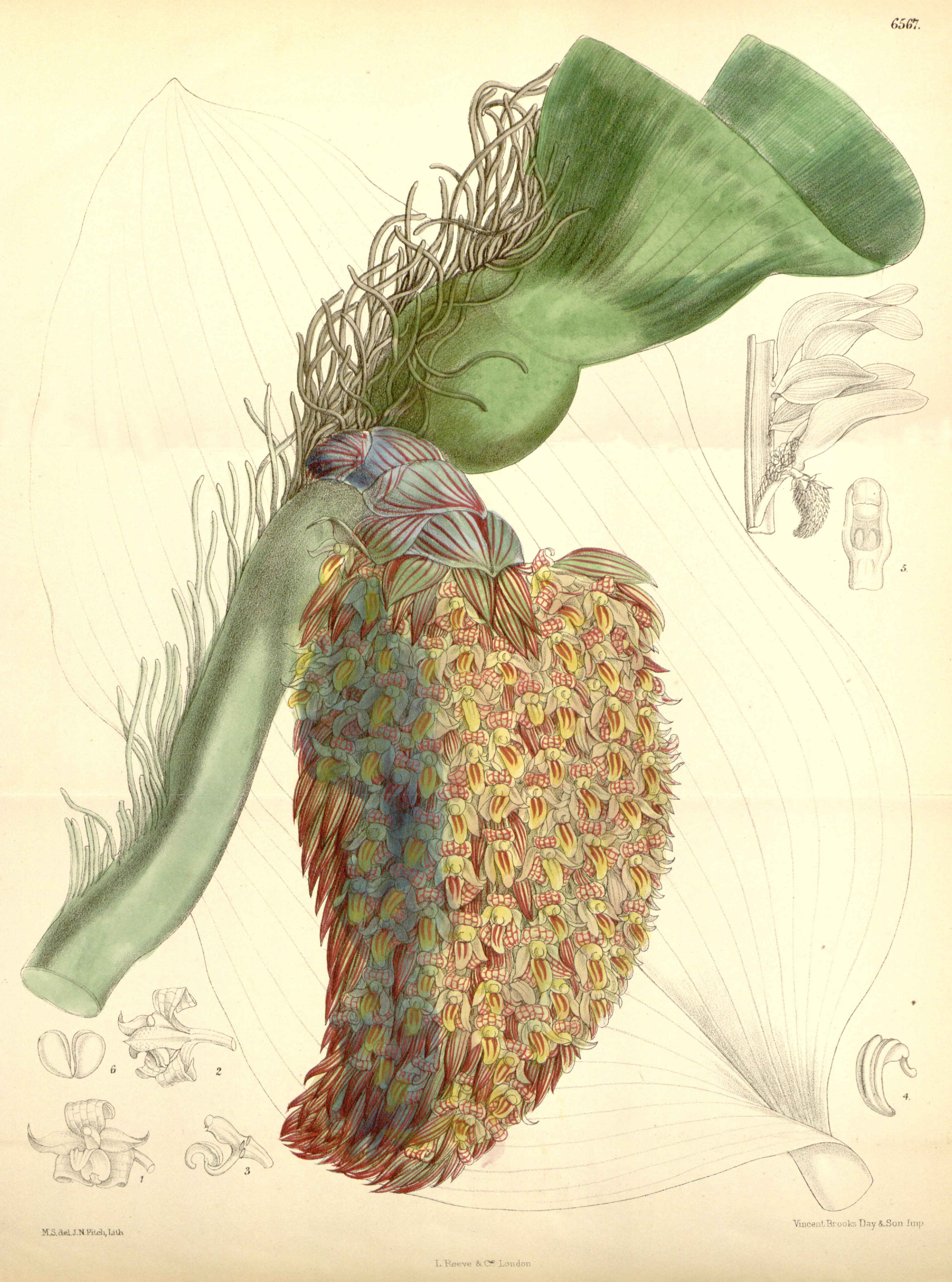
Ilustración

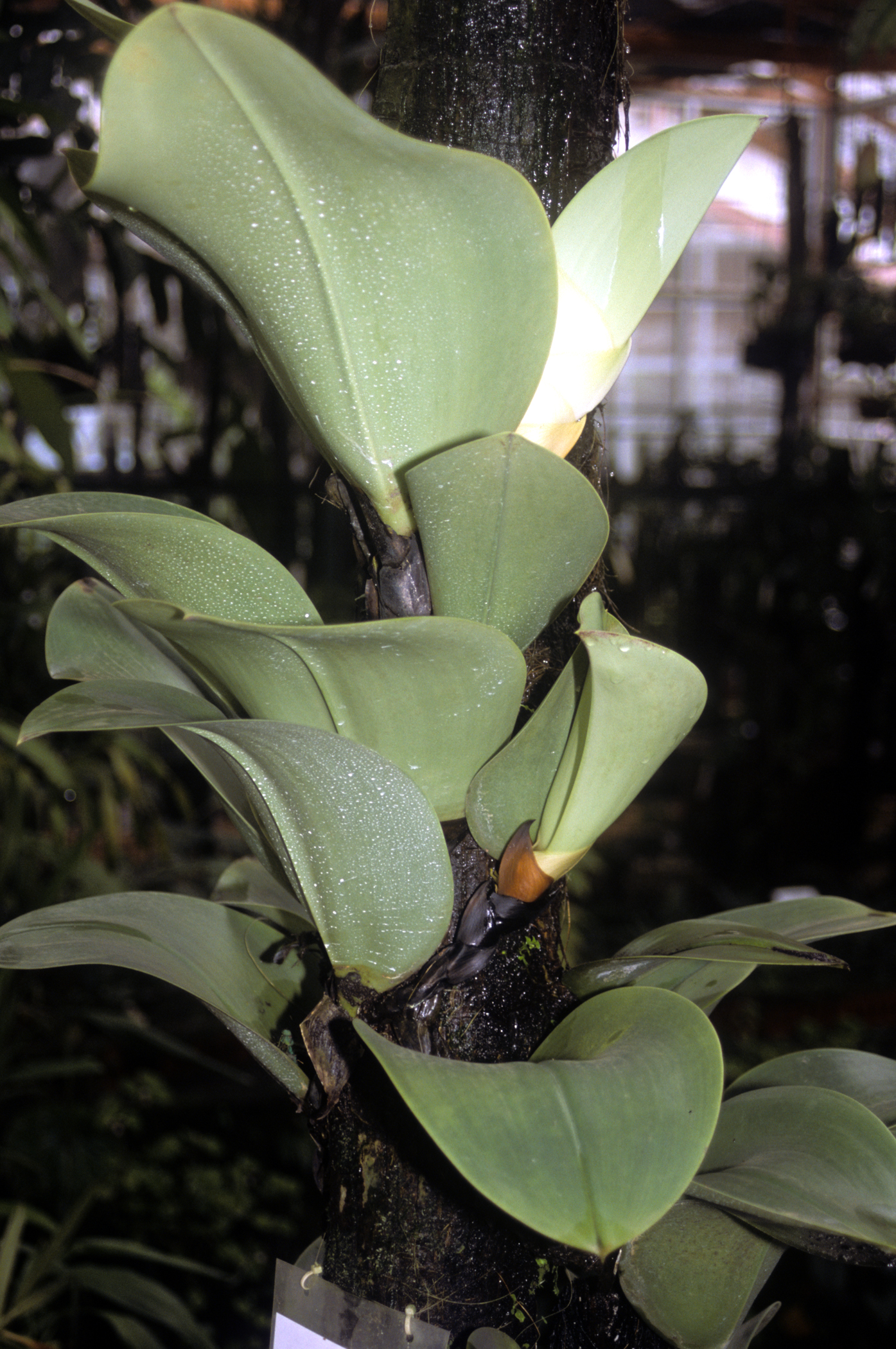
Vista de la planta

## Descripción
Es una orquídea de pequeño mediano, con hábitos epifita con pseudobulbos ovoides, verdes amarillos pálidos que llevan hojas erectas, oblongas a ampliamente elípticas, obtusas a agudas, gruesas, coriáceas, con patrón reticular, surcado, estrechándose gradualmente abajo en la base peciolada.  Las flores son hermosas, y se producen en la primavera y el verano, en una inflorescencia colgante, de 12 a 43 cm de largo, con muchas flores en racimo que surgen de debajo de la base de la hoja, las cuales huelen a pescado o carne podrida. El pedúnculo de color de rosa con líneas violetas está envuelto por 5 brácteas imbricadas, ovadas a ovado-elípticas, agudas a acuminadas, dorsalmente carinadas y que tienen color carne con una rosa más oscuro de manchas púrpuras.

## Distribución y hábitat
Se encuentra en Borneo, en las tierras bajas y bosques de pantanos de turba en las elevaciones desde el nivel del mar hasta los 600 metros que se envuelve alrededor del tronco de un árbol, donde se produce en forma de copa para atrapar todas los detritus que caen del árbol y está formada por una maraña de raíces.

## Taxonomía
Bulbophyllum beccarii fue descrita por Heinrich Gustav Reichenbach   y publicado en The Gardeners' Chronicle & Agricultural Gazette 1: 41. 1879.
Etimología
Bulbophyllum: nombre genérico que se refiere a la forma de las hojas que es bulbosa.
beccarii: epíteto otorgado en honor del botánico italiano Odoardo Beccari.
Sinonimia
- Phyllorchis beccarii (Rchb. f.) Kuntze
- Phyllorkis beccarii (Rchb.f.) Kuntze[3][4]